# Batalla del embalse de Chosin
La batalla del embalse de Chosin, también conocida como la campaña o batalla del lago de Changjin (en chino: 长 津 湖 战役), fue una batalla decisiva de la guerra de Corea, que fue parte de la Segunda Campaña Ofensiva lanzada por China en noviembre y diciembre de 1950 contra la fuerza multinacional (16 países) de las Naciones Unidas liderada por Estados Unidos.
Poco después de que la República Popular de China entrara en el conflicto, dos cuerpos del Ejército Popular de Voluntarios (EPV) chino atacaron al X Cuerpo del Ejército de los Estados Unidos en el área del lago Changjin, en el frente oriental. La batalla se extendió durante diecisiete días entre el 27 de noviembre y 13 de diciembre de 1950, con temperaturas bajo cero. 30 000 soldados de las Naciones Unidas (EE. UU. y sus aliados), bajo el mando del mayor general Edward Almond, fueron rodeados por unos 67 000 soldados chinos al mando de Peng Dehuai y Song Shi-Lun. Las fuerzas chinas eran tropas de infantería superiores en número, equipadas con armas livianas y con la cadena de suministros cortada por la aviación de la ONU, en tanto que la coalición multinacional controlaba el aire, contaba con tanques, vehículos y superior equipamiento. La mayor parte de las tropas estadounidenses evitaron el cerco, sufriendo grandes pérdidas y causando grandes pérdidas al bando chino, pero se vieron forzadas a retirarse. La mayoría de las muertes en ambos bandos fue causada por congelación. La evacuación de las tropas estadounidenses por el puerto de Hungnam supuso la retirada total y definitiva de las tropas de la ONU de Corea del Norte, garantizando la independencia del país desde entonces. La batalla reformuló profundamente los términos del enfrentamiento entre Estados Unidos y la Unión Soviética, definiendo las características de la Guerra Fría. La derrota llevó a Estados Unidos a analizar el uso de bombas atómicas contra China, llegando a poner a disposición de la Fuerza Aérea nueve bombas Mark IV para su uso en la guerra. La batalla es considerada un acto de alto heroísmo patriótico tanto en China como en Estados Unidos.

## Antecedentes

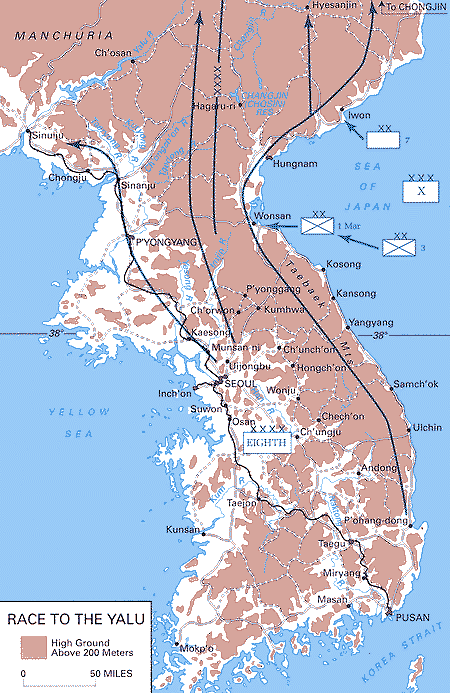
Mapa del avance de las tropas de la ONU hacia el río Yalu (frontera de Corea del Norte con China).

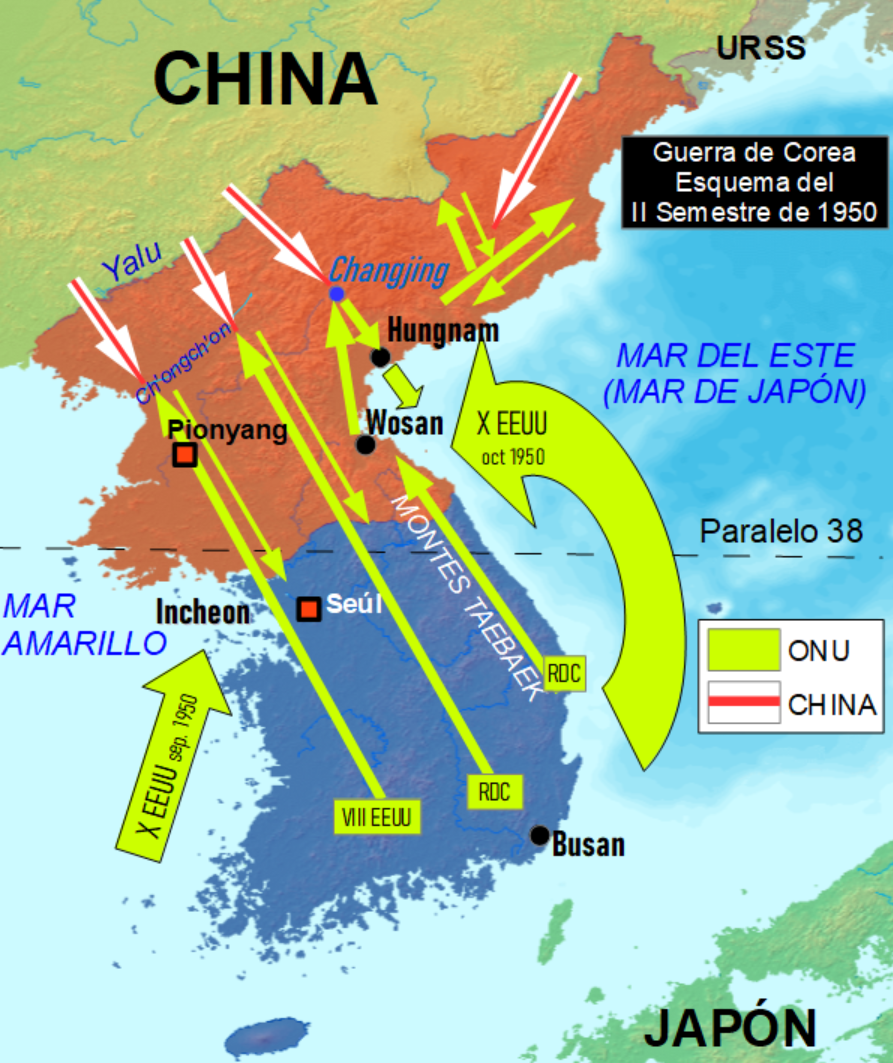
Guerra de Corea: esquema del enfrentamiento entre las tropas de Estados Unidos y la mayoría de la ONU, contra las tropas de China, en el segundo semestre de 1950.

Desde la década de 1900, Corea había sido conquistada por Japón. Con la derrota japonesa en la Segunda Guerra Mundial en 1945, Estados Unidos y la Unión Soviética acordaron dividir Corea en dos países separados por el paralelo 38, quedando la franja Norte a cargo de la Unión Soviética y la franja Sur a cargo de Estados Unidos. De esta manera se formaron en el norte, la República Popular Democrática de Corea (RPDC) bajo un sistema comunista, y en el sur, la República de Corea (RDP) baja un sistema capitalista. Simultáneamente en China, país limítrofe con Corea del Norte, en octubre de 1949 el Partido Comunista había triunfado en la guerra civil y fundado la República Popular China, alterando profundamente los equilibrios geopolíticos.  
El 25 de junio de 1950 Corea del Norte invadió Corea del Sur, pensando que Estados Unidos se iba a mantener al margen. Pero Estados Unidos intervino, con el apoyo de la mayoría de las Naciones Unidas, y en pocas semanas rechazó la invasión norcoreana, poniendo al gobierno comunista al borde de la derrota.
Estados Unidos y las Naciones Unidas decidieron entonces invadir el norte, para reunificar Corea bajo control de Estados Unidos, poniendo fin al acuerdo con la Unión Soviética. Pero, si Estados Unidos invadía toda la península coreana, llegaría hasta la frontera con China (Río Yalu), amenazando así al gobierno comunista liderado por Mao Zedong. China advirtió a Estados Unidos que no invadiera Corea del Norte, pero los líderes estadounidenses pensaban que se trataba de un "bluf", teniendo en cuenta la diferencia de poderío entre ambos países y que China estaba devastada después de más de veinte años de guerra civil y contra los japoneses.
El comandante de las fuerzas de las Naciones Unidas, general Douglas MacArthur, inició entonces la invasión del norte mediante la ofensiva conocida como "En casa para Navidad" ("Home by Christmas"), dividiendo sus fuerzas en dos ramas principales: por el oeste envió al VIII Cuerpo por vía terrestre, mientras que por el este envió al X Cuerpo por vía marítima. La decisión de MacArthur de dividir sus fuerzas ha sido considerado un error garrafal que determinó la derrota e impidió a EEUU/ONU ocupar toda Corea.
Corea del Sur está dividida en su lado oriental por los infranqueables montes Taebaek, que separaron a las fuerzas de la ONU en dos grupos, mal comunicados. El Octavo Ejército de EE. UU. avanzó hacia el norte a través de la costa occidental de la península de Corea, mientras que el I Cuerpo de la República de Corea (RDC) por vía terrestre y el X Cuerpo de EE. UU., por vía marítima, se dirigieron al norte por la costa oriental. El 19 de octubre, las fuerzas de la coalición entre Estados Unidos y Corea del Sur ocuparon Pyongyang y el gobierno norcoreano se trasladó hacia el este, a Kanggye, 150 km al norte de Chiangjing. El VIII Cuerpo siguió su avance arrollador hacia el norte y a fines de octubre ya habían llegado a la frontera con China, en el río Yalu, controlando toda la mitad occidental del país. 
El 15 de octubre el presidente Truman y MacArthur se habíab reunido la Isla Wake para analizar la ofensiva. En esa ocasión Truman le preguntó cuáles eran las chances de intervención soviética o china en Corea y MacArthur respondió:

Muy pocas. Si hubieran interferido en el primer o segundo mes habría sido decisivo. Ya no estamos temerosos de su intervención. Ya no estamos sin recursos (We no longer stand hat in hand). Los chinos tienen 300.000 hombres en Manchuria. De ellos, probablemente no más de 100-125.000 se distribuyen a lo largo del río Yalu. Solo 50-60.000 podrían cruzar el río Yalu. No tienen fuerza aérea. Ahora que tenemos bases para nuestra Fuerza Aérea en Corea, si los chinos trataran de bajar a Pyongyang habría la mayor masacre.

Por entonces China estaba a punto de ingresar al conflicto tras lanzar varias advertencias a las Naciones Unidas. El 19 de octubre de 1950, numerosas formaciones de tropas chinas, denominadas Ejército Popular de Voluntarios (EPV), cruzaron la frontera con Corea del Norte, sin ser detectadas por la inteligencia ni la aviación estadounidense. Una de las primeras unidades chinas en llegar al embalse del área de Chosin/Changjin fue el 42.º Cuerpo del EPV, con la misión de oponerse al avance de la ONU en la zona oriental.
El 25 de octubre se produjo la Batalla de Onjong, en el sector occidental, primer enfrentamiento de las fuerzas chinas con las fuerzas de EEUU. En el lado oriental, la 124.ª División del 42.º Cuerpo fue atacada en Huangcaoling, sufriendo fuertes pérdidas causadas por los bombardeos de la aviación de la ONU, incluyendo napalm. Simultáneamente la vanguardia del I Cuerpo surcoreano estableció contacto los chinos y se detuvo en el paso de Funchilin, 18 km al sur del embalse de Chosin/Changjin.
Mientras tanto la Marina estadounidense, que transportaba al X Cuerpo, logró desembarcar y tomar la estratégica Wonsan en una dificultosa operación realizada entre el 10 de octubre y el 8 de noviembre. Originalmente, el plan era encaminar al X Cuerpo hacia el oeste para unir fuerzas con el VIII Cuerpo en el área de Pyongyang, pero MacArthur cambió el plan y ordenó que el X Cuerpo marchara hacia el norte. El general Almond decidió entonces establecer su cuartel general en el puerto de Hungnam, 140 kilómetros al norte de Wosan y ordenó marchar hacia la represa y el importante centro industrial de Changjin, 200 kilómetros al norte, un área montañosa extremadamente fría en otoño e invierno, a la que solo se podía llegar por un estrecho camino trazado en el valle del río Songchon.
El 6 de noviembre, el 42.º Cuerpo del EPV ordenó la retirada hacia el norte con la intención de atraer a las fuerzas de la ONU/EEUU hacia el embalse de Chosin.
El 7 de noviembre MacArthur se comunicó con el Estado Mayor Conjunto de Estados Unidos estableciendo que la fuerte intervención del PCC en la Guerra de Corea había cambiado por completo la situación general. El día 8, el Estado Mayor Conjunto respondió vía telegrama, afirmando que dado que China ha realizado una invasión a gran escala de Corea del Norte, la misión de las Naciones Unidas de aniquilar al ejército norcoreano debería ser reconsiderada porque la premisa de que "China no intervenir significativamente" ya no era sostenible, debiendo adoptar una postura defensiva. MacArthur respondió el día 9, afirmando que "no puede estar de acuerdo" con la opinión sobre "reconsiderar la misión del ejército de las Naciones Unidas", argumentando que "la política básica de Naciones Unidas es eliminar toda resistencia armada en Corea del Norte" para establecer un "país unificado y libre". En el telegrama, MacArthur también afirmaba: "Planeo lanzar una ofensiva general el 15 de noviembre, con el objetivo de entrar en el río Yalu. Cualquier plan que vaya en contra de este plan destruirá completamente la moral de nuestro ejército y causará un trauma psicológico inconmensurable." 
El 24 de noviembre la 1.ª División de Marines (X Cuerpo) llegó a la represa de Chosin/Changjin, ocupando Sinhung-ni en el lado este, y Yudami-ni en el lado occidental del embalse, en la ruta hacia Kanggye.
El 25 de noviembre las fuerzas chinas atacaron al Octavo Ejército en el río Ch'ongch'on, sobre el lado occidental de Corea. MacArthur ordenó al X Cuerpo dirigirse hacia el oeste desde el embalse de Chosin/Changjin para cortar la vital línea de suministros entre Manpo (frontera china), Kanggye y Huichon (sobre el río Ch'ongch'on).
El mayor general Edward Almond, comandante del X Cuerpo de EE. UU., ordenó avanzar a la 1.ª División de Marines hacia el oeste a través de Yudami-ni, mientras que la 7.ª División de Infantería dispuso un regimiento, el Equipo de Combate Regimental 31 (Regimental Combat Team 31; RCT-31), conocido como la Fuerza de Tareas Faith, para proteger el flanco derecho en Sinhung-ni. El RCT-31 ocupó dos posiciones separadas a lo largo de un tramo de 16 km (10 millas) por el lado este del embalse. Estaba formado por los batallones de infantería 3/31 y 1/32, dos baterías del 57.º Batallón de Artillería de Campaña y un pelotón de la Batería D del 15.º Batallón Antiaéreo. El RCT-31 estaba integrado por 2500 soldados; entre un 90% y un 95% del regimiento moriría, sería herido o capturado en la batalla. Finalmente el general Almond ordenó que la 3.ª División de Infantería de EE. UU. protegiera el flanco derecho y proporcionara seguridad en la retaguardia. El X Cuerpo quedó así diseminado en un extenso frente de 640 km.
Enterado del desembarco del X Cuerpo de EEUU en Wonsan entre el 10 de octubre y el 7 de noviembre, el presidente Mao Zedong envió el 31 de octubre un telegrama al jefe militar Song Shi-Lun, comandante del 9.º Ejército del EPV, ordenando atacar a las fuerzas de la ONU ubicadas al este: X Cuerpo de EEUU (1.ª División de Marines y 7.ª División de Infantería), el I Ejército de la RDC y la 3.ª División de la RDC. El 10 de noviembre el 9.º Cuerpo del Ejército chino (nueve divisiones) ingresó a Corea, sin ser detectado por la inteligencia ni la aviación de la ONU/EEUU, llegando sigilosamente al área del embalse de Chosin/Changjin el 17 de noviembre. El 20.º Ejército del 9.º Cuerpo relevó Yudami-ni al 42.º Ejército, que se marchó hacia el oeste.

## Preludio

### Ubicación, terreno y clima

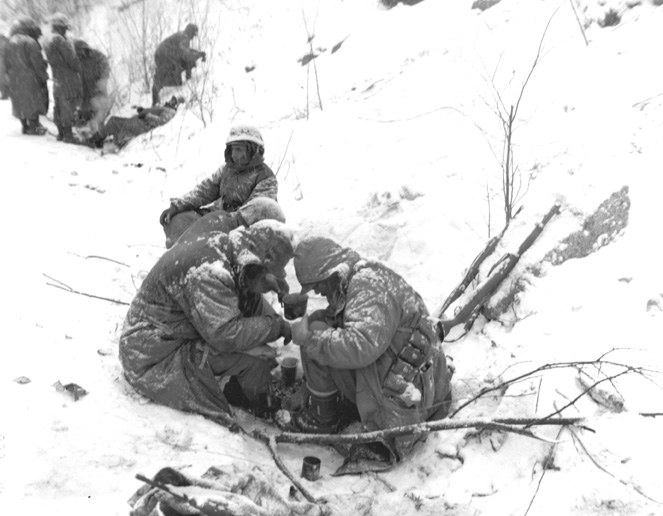
Las duras condiciones climáticas causaron en ambos bandos tantas bajas como el combate.

El embalse de Chosin (Changjing) es un lago artificial situado en el noreste de la península coreana. El nombre de Chosin es la pronunciación japonesa de la región norcoreana de Changjin; las fuerzas de la ONU usó esa denominación debido a que utilizaban mapas japoneses anticuados. El foco principal del combate se produjo alrededor de la carretera de 126 km largo que conecta Hungnam y el embalse de Chosin (Changjin), a lo largo del valle del río río Songchon, que era la única ruta de retirada de las fuerzas de la ONU. De norte a sur, a través de las carreteras de Yudami-ni y Sinhung-ni, ubicadas en el lado oeste y el este del embalse respectivamente, se conectaba con Hagaru-ri y la vecina Changjin. A partir de ahí la ruta pasaba por Koto-ri y, finalmente, conducía hasta el puerto de Hungnam. La zona que circunda el embalse de Chosin estaba escasamente poblada.
La batalla se libró en algunos de los terrenos más difíciles y en las condiciones climáticas del invierno más duras de la guerra de Corea. La carretera se creó cortando el terreno montañoso de Corea, con empinadas subidas y bajadas. Desde los picos dominantes, tales como el paso de Funchilin y el paso de Toktong, se divisaba toda el trayecto de la carretera. La calidad de la carretera era mala, y en algunos lugares se reducía a un carril de pista de grava. El 14 de noviembre un frente frío procedente de Siberia cayó sobre el embalse, y la temperaturas bajaron hasta los -37 °C de mínima. El frío congeló el suelo, causó bajas por congelación, aumentó el riesgo por el hielo de la carretera y mal funcionamiento de las armas. Los suministros médicos se congelaron, las ampollas de morfina tenían que descongelarse en la boca del sanitario para poder ser inyectadas, el plasma congelado no se podía usar en el campo de batalla. Incluso cortar la ropa para llegar a la herida implicaba riesgo de gangrena o congelación. Las baterías que usaban los todoterrenos y las radios no funcionaban correctamente a esas temperaturas y se agotaban rápidamente. El lubricante de las armas se gelificaba y las hacía inservibles para el combate. Además los resortes de los percutores no golpeaban con suficiente fuerza para disparar las balas y se encasquillaban. La situación climática afectó especialmente a las fuerzas chinas, que tenían seriamente afectada su cadena logística debido a los bombardeos aéreos de la ONU, impidiendo que fueran aprovisionada de alimentos y vestimenta apropiada para enfrentar el frío.

### Fuerzas y estrategias

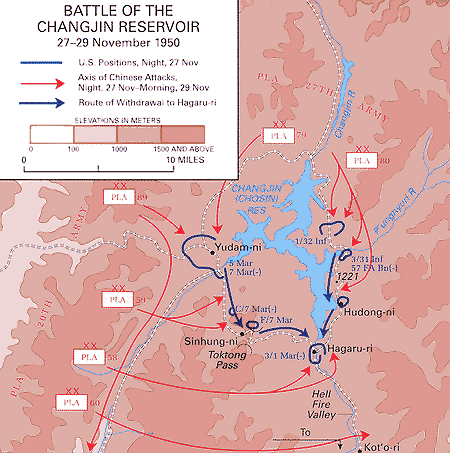
Mapa de la batalla del embalse de Changjin (Chosin).

Aunque la 1.ª división de marines desembarcó en Wonsan como parte del cuerpo X de EE. UU. al mando de Almond, Almond y el mayor general Oliver P. Smith de la 1.ª división de marines se tenían antipatía desde un encuentro producido antes del desembarco en Inchon, durante la cual Almond había hablado de lo fáciles que eran los desembarcos anfibios a pesar de que no había estado en ninguno. Smith creía que había un gran número de fuerzas chinas en Corea del Norte a pesar del hecho de que el alto mando del cuartel general en Tokio había dicho lo contrario, mientras que Almond pensaba que Smith era demasiado cauto. La mutua desconfianza entre los dos comandantes hizo que Smith ralentizara el avance de la 1.ª división de marines hacia el embalse de Chosin en contra de las instrucciones de Almond. A lo largo del camino Smith estableció puntos de suministro y aeródromos en Hagaru-ri y Koto-ri.
Mientras que el cuerpo X de EE. UU. estaba avanzando hacia el embalse los chinos prepararon su estrategia según su experiencia adquirida en la guerra civil china. Suponiendo que la presencia de las NU en el embalse sería escasa, el ejército 9.º primero fue a destruir las guarniciones de las NU en Yudami-ni y Sinhung-ni, y entonces avanzaron hacia Hagaru-ri. Creyendo que el grueso del cuerpo X de EE. UU. se desplegaría para rescatar a las unidades destruidas, entonces el 9.º ejército bloquearía y atraparía a la fuerza principal de las NU en la carretera entre Hagaru-ri y Hungnam. El 9.º ejército en principio envió seis divisiones a la batalla, con la mayoría de sus fuerzas concentradas en Yudami-ni y Sinhung-ni.
El fallo del plan chino venía de la carencia de información de inteligencia exacta sobre las fuerzas de las NU. Aunque el cuerpo X se había extendido en una franja estrecha por el noreste de Corea, el lento avance de los marines permitió al grueso de la 1.ª división de marines, los regimientos 5.º, 7.º y 11.º de marines concentrarse en Yudami-ni. En cambio, Hagaru-ri que era estratégicamente importante por tener un aeródromo y un depósito de suministros, no fue una prioridad para los chinos a pesar de estar escasamente defendida por los regimientos 1.º y 7.º de marines. Solo el regimiento de combate 31, un grupo poco equipado y formado apresuradamente de la 7.ª división de infantería, estaba ligeramente extendido por la orilla del embalse. Esas unidades posteriormente recibirían el choque del ataque chino. Con respecto a los efectivos de las NU, la 1.ª división de marines tenía 25 473 hombres al comienzo de la batalla, y posteriormente fue reforzada con el comando 41 de marines reales británicos y una fuerza equivalente a dos regimientos de las divisiones de infantería 3.ª y 7.ª. Así las fuerzas de las NU tuvieron unos 30 000 efectivos durante el curso de la batalla. Las fuerzas de las UN en Chosin además fueron apoyadas por una de las mayores concentraciones de fuerza aérea de la guerra de Corea, en la que la 1.ª sección aérea de los marines estacionada en Yonpo y cinco cargueros aerotransportados de la fuerza especian 77 de la armada de EE. UU. permitían enviar salidas diarias para proporcionar apoyo aéreo cercano durante la batalla, mientras que el Comando de carga de combate del lejano oriente en Japón llegó a lanzar 250 toneladas de suministros al día para reabastecer a las fuerzas de las NU atrapadas.
Aunque el 9.º ejército era uno de los cuerpos de élite de China compuesto por veteranos y antiguos prisioneros de guerra de la campaña de Huaihai, varias deficiencias obstaculizaron su capacidad durante la batalla. Inicialmente el ejército 9.º iba a equiparse en Manchuria en noviembre, pero repentinamente Mao lo mandó a Corea antes de que pudiera realizarse. Con lo que el 9.º ejército casi no recibió equipo de invierno para el duro invierno coreano. De forma similar su pobre logística forzó al 9.º ejército a abandonar la artillería pesada, mientras operaba con poca comida y munición. La escasez de alimento forzó al 9.º ejército a estacionar un tercio de su fuerza lejos del embalse de Chosin, y la inanición y la exposición al frío pronto hicieron mella entre las unidades chinas ya que el aprovisionamiento no era posible en el escasamente poblado embalse. Al final de la batalla murieron más soldados chinos de frío que a causa del combate o los bombardeos aéreos. En cuanto a los efectivos chinos, se supone generalmente que China disponía de 120 000 soldados para la batalla, debido al hecho de que el 9.º ejército estaba compuesto por 12 divisiones con unos efectivos de 10 000 hombres cada una. Pero durante el transcurso de la batalla el 9.º ejército empleó solo 10 de esas divisiones, y todas las divisiones contaron con entre el 65 y 70 % de sus efectivos al comienzo de la batalla. Así que la fuerza real china en la batalla contó con aproximadamente 67 000 militares.

## Batalla
En la noche de 27 de noviembre, con una temperatura inferior a los 30º bajo cero, los cuerpos 20.º y 27.º del EPV lanzaron múltiples ataques y emboscadas por toda la carretera entre el embalse de Chosin (Changjin) y Koto-ri. 
Al oeste del lago, en Yudam-ni, los regimientos 5.º, 7.º y 11.º de la 1.ª División de Marines del X Cuerpo de EE.UU, fueron rodeados y atacados por las divisiones 59.ª y 89.ª del 20.º Cuerpo y 79.ª del 27.º Cuerpo del EPV. Al este del lago, en Sinhung-ni, el Regimiento de Combate 31 (Fuerza de Tareas Faith), al mando del coronel Don C. Faith Jr., quedó aislado y rodeado por las divisiones 80.ª y 81.ª del 27.º Cuerpo del EPV. Por último la división 60.ª (20.º Cuerpo) del EPV rodeó a elementos del 1.º de Marines en Kotor-ri. Tomados completamente por sorpresa las fuerzas estadounidenses quedaron incomunicadas en Yudam-ni, Sinhung-ni, Hagaru-ri y Kotor-ri para el 28 de noviembre.

### Acciones en Yudam-ni
El 27 de noviembre, procediendo según las instrucciones de Almond, Smith ordenó al 5.º de Marines dirigirse hacia el noroeste para atacar Mupyong-ni (40º41'09N; 126º27'33E), cerca de Kanggye, donde se había refugiado el gobierno norcoreano. Pero la marcha fue interrumpida por el ataque de la 89.ª División del EPV, forzando a los marines a atrincherarse en las colinas que rodean Yudam-ni, en la margen occidental del embalse de Chosin/Changjin. Cuando cayó la noche tres regimientos chinos de la División 79.ª atacaron las colinas al norte y noroeste de Yudam-ni, con el objetivo de aniquilar la guarnición. Los atacantes se trenzaron en lucha cuerpo a cuerpo y consiguieron penetrar en las posiciones de los marines, pero el 5.º y 7.º de marines mantuvieron la línea causando grandes bajas entre los chinos a partir de la superioridad en armamentos. Cuando amaneció el 28 de noviembre las fuerzas chinas y los defensores estadounidense estaban en un punto muerto en los alrededores de Yudam-ni.
Mientras estaba en proceso la batalla en Yudam-ni, la división 59.ª del EPV bloqueó la carretera entre Yudam-ni y Hagaru-ri atacando a las compañías Charlie y Fox del 7.º de Marines que la defendían. El victorioso asalto forzó a la compañía Charlie a retirarse a Yudam-ni lo que dejó a la compañía Fox atrapada en el paso de Toktong, un paso vital que controlaba la carretera. El 29 de noviembre varios intentos de rescatar a la compañía Fox del 7.º de marines fracasaron. Ayudados por la artillería de Hagaru-ri y los aviones F4U Corsair de los Marines, la compañía Fox consiguió resistir cinco días mientras continuaban los constantes ataques de la División 59.ª del EPV.
Las bajas sufridas por la División 79.ª del EPV en Yudam-ni, indicaron al alto mando del EPV que el grueso de la 1.ª División de Marines estaba estacionada en Yudam-ni, con una guarnición que doblaba las estimaciones iniciales. Creyendo que más ataques serían inútiles Song Shi-Lun ordenó desviar el ataque principal hacia Sinhung-ni y Hagaru-ri, abandonando Yudam-ni entre el 28 y el 30 de noviembre.
En el frente occidental la batalla del río Ch'ongch'on iniciada el 25 de noviembre, concluía con una derrota del 8.º Ejército de EE. UU., forzándolo a retirarse. Viendo la situación desesperada de las tropas estadounidenses en el frente oriental, MacArthur ordenó a Almond a hacer lo mismo y retirar al X Cuerpo X de EE. UU. al puerto de Hungnam.
Siguiendo las instrucciones de Almond y Smith, el teniente coronel Raymond L. Murray y el coronel Homer L. Litzenberg, al mando del 5.º y 7.º de Marines, respectivamente, enviaron una orden conjunta para retirarse de Yudam-ni hacia Hagaru-ri el 30 de noviembre. Según la Time, con el fin de atenuar el impacto moral de la retirada en su tropa Smith arengó a sus tropas diciendo: «Retirada, ¡Demonios! No nos estamos retirando, simplemente estamos avanzando en dirección diferente.»
Para la huida los marines formaron en un convoy con un tanque M4A3 a la cabeza. El plan era que el 3.º Batallón del 5.º de Marines, fuera la vanguardia del convoy, con tres batallones cubriendo la retaguardia. Al mismo tiempo 1.º Batallón del 7.º de Marines, atacaría en dirección de la compañía Fox para abrir la carretera en el paso de Toktong Pass. Al comenzar la retirada el 3.º Batallón del 7.º de Marines, tenía que atacar primero el sur y capturar las colinas 1542 y 1419 para cubrir la carretera de los ataques chinos. La retirada fue contó la cobertura aérea de la 1.ª Sección aérea de marines.

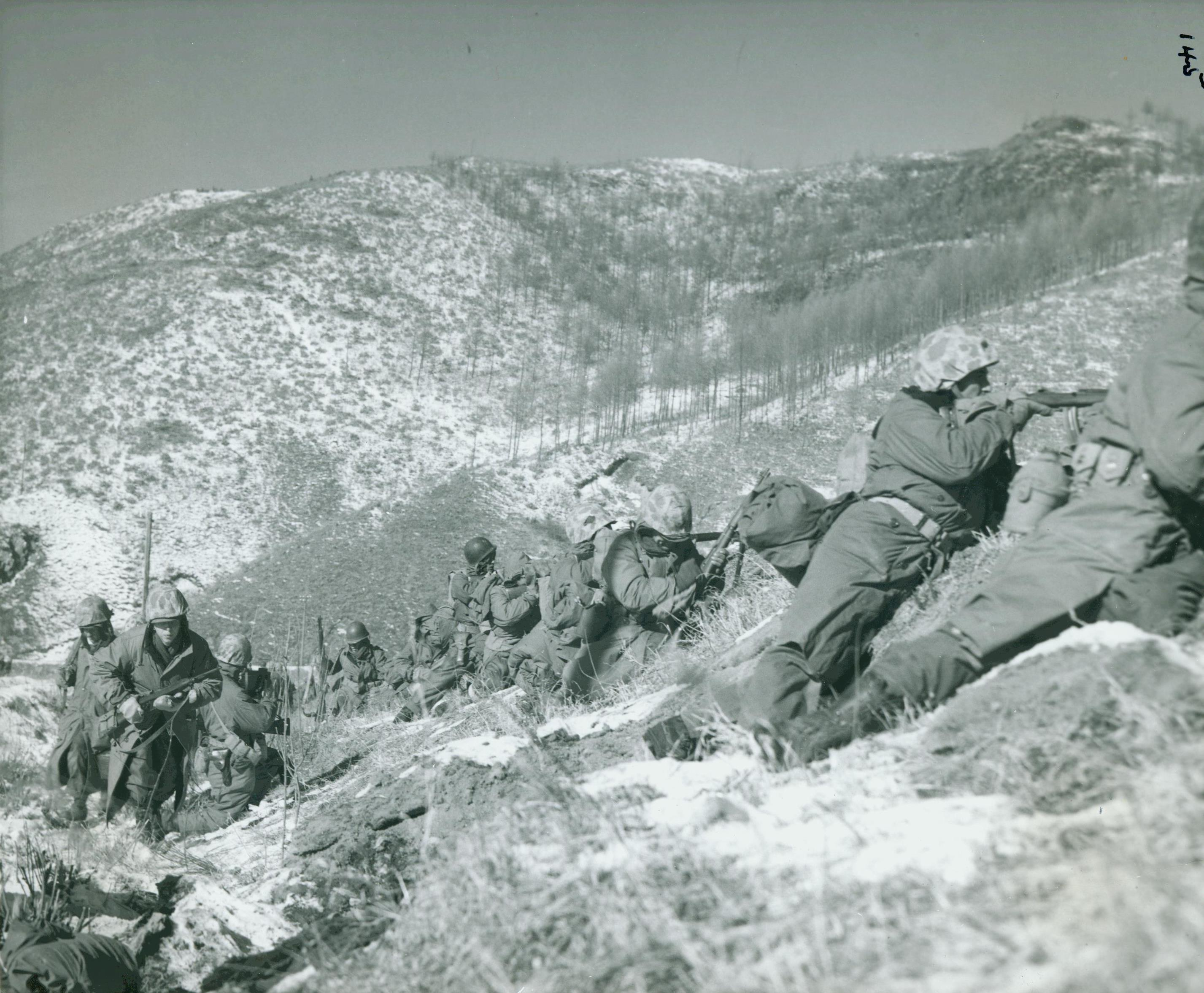
Marines en las colinas enfrentándose con las tropas chinas.

En la mañana del 1 de diciembre el 3.º Batallón del 7.º de Marines atacó con el Regimiento 175.º de la 59.ª División (20.º Cuerpo) del EPV en las colinas 1542 y 1419. Los defensores chinos pronto forzaron a los marines a parapetarse en las laderas entre la carretera y las montañas cuando el convoy pasó su posición al mediodía. Sin haber capturado todavía Hagaru-ri el alto mando chino envió a la División 79.ª volver a atacar Yudam-ni mientras la División 89.ª se dirigía rápidamente hacia Koto-ri. Los chinos atacaron por la noche y el feroz combate obligó a la retaguardia a llamar a los cazas nocturnos a contener los ataques. El combate se prolongó hasta bien entrada la mañana del 2 de diciembre hasta que los marines sobrevivientes consiguieron retirarse de Yudam-ni.  Para entonces el frío polar había causado el grueso de las bajas de ambos bandos.
Al mismo tiempo el 1.º Batallón del 7.º de Marines también trató de romper el bloqueo chino de la colina 1419 el 1 de diciembre. A pesar de haber sido seriamente reducida por el combate, el hambre y la congelación, la División 59.ª (20 Cuerpo) del EPV mandó al ataque a sus últimos cinco pelotones manteniendo el acoso. Cuando se aproximaba la noche el 7.º de Marines finalmente tomó el pico 1419 y empezó a marchar a través de las colinas del lado este de la carretera. Aprovechando el elemento sorpresa, el 1.º Batallón consiguió destruir varias posiciones chinas a lo largo de la carretera. En la mañana del 2 de diciembre, un ataque conjunto de la compañía Fox y el 1.º Batallón del 7.º de Marines logró tomar el paso de Toktong, permitiendo la retirada hacia Hagaru-ri, en el extremo sur del embalse.
El convoy todavía tenía que luchar con numerosas posiciones chinas en las colinas que bordeaban la carretera. La primera noche de la retirada los chinos atacaron el convoy con fuerza e infligieron grandes bajas al 3.º Batallón del 5.º de Marines. Aunque la fuerte cobertura aérea estadounidense contuvo a las fuerzas chinas durante el resto del camino, el frío, el fuego que les hostigaba, las partidas de asalto y los bloqueos de la carretera frenaron mucho la retirada y causaron muchas bajas. Finalmente el convoy llegó a Hagaru-ri en la mañana del 3 de diciembre, completándose la retirada el 4 de diciembre.

### Al este del embalse

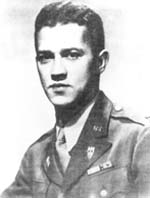
El teniente coronel Don Carlos Faith, Jr. sería el motivo por el cual se conocería al regimiento 31 como "Task Force Faith".

El Regimiento de Combate (RCT-31), conocido posteriormente como "Task Force Faith" (Fuerza de Tareas Faith), era un equipo de 2500 soldados de la 7.ª División de infantería, al mando del coronel Allan D. Maclean, que protegía el flanco derecho del avance de las tropas de X Cuerpo. Antes de la batalla, el RCT-31 tomo posiciones en el lado oriental del embalse, separados en las colinas del norte de Sinhung-ni, la ensenada occidental de Sinhung-ni, y la ciudad de Hudong-ni al sur de Sinhung-ni. Aunque los chinos creían que la RCT-31 era un regimiento de refuerzo, el grupo de tareas estaba debilitada con un batallón perdido, debido a que la mayor parte de la 7.ª División de Infantería estaba dispersa.
En la noche del 27 de noviembre tres regimientos de la División 80.º (27 Cuerpo) del EPV, atacaron las colinas del norte y la ensenada, sorprendiendo completamente al RCT-31. La batalla subsiguiente infligió grandes bajas en el 1.º Batallón del 32.º de Infantería al norte de Sinhung-ni, mientras que el Batallón 57.º de Artillería de Campo y el 3.º Batallón del 31 de Infantería estaban prácticamente sobrepasados en la ensenada. Los chinos además enviaron al Regimiento 242.º de la División 81.ª (27.º Cuerpo) hacia la colina 1221, una colina indefensa que controlaba la carretera entre Sinhung-ni y Hudong-ni. Cuando la lucha nocturna terminó el RCT-31 estaba dividido en tres partes.
Creyendo que la defensa posicionada en la ensenada estaba completamente destruida, las fuerzas chinas pararon el ataque para tomar alimentos y ropa en los campamentos estadounidenses. Cuando llegó la mañana del 28 de noviembre, el 3.º Batallón del 31 de Infantería estadounidense contraatacó contra el Regimiento 239.º en la ensenada, empujando hacia atrás en desorden a las tropas chinas. Por la tarde Almond llegó en helicóptero al perímetro del RCT-31, convencido de que el RCT-31 era lo suficientemente fuerte como para recomenzar el ataque hacia el norte. Almond ordenó al coronel Allan D. Maclean al mando del RCT-31, reanudar la ofensiva hacia el norte además de condecorar con la estrella de plata a tres oficiales de Maclean. Disgustado con la actitud de Almond, el teniente coronel Don C. Faith, Jr., al mando del 1.º Batallón del 32.º de Infantería, arrojó su condecoración a la nieve.
El 28 de noviembre la División 80.ª del EPV atacó de nuevo con tres regimientos. El asalto chino en la ensenada fue un desastre, afectado por la interrupción de las comunicaciones y el fuego de las baterías antiaéreas agregadas al batallón 57.º de Artillería de Campo. Como consecuencia de la lucha los regimientos 238.º y 239.º del EPV juntos se redujeron a menos de 600 soldados. Pero los ataques del Regimiento 240.º obligaron al RCT-31 a retirarse hacia las colinas del norte. El 29 de noviembre el 1.º Batallón consiguió romper el bloqueo chino y alcanzó la ensenada, pero Maclean cayó muerto o prisionero, según las fuentes, quedando al mando el teniente coronel Don Carlos Faith. La noche de 29 de noviembre los chinos debieron detener el ataque a la espera de refuerzos.
Tomando conciencia de la gravedad de la situación en que estaba el RCT-31, el general Almond mandó a la 1.ª División de Marines a rescatarlos saliendo de Yudam-ni. Pero Smith consideró que se trataba de una orden imposible de cumplir. Solo la 31.ª Compañía de Tanques trató de rescatar al RCT-31 atacando la colina 1221, pero sin apoyo de la infantería, los dos ataques acorazados del 28 y 29 de noviembre fueron fracasaron por las carreteras resbaladizas, el duro terreno, y los ataques de la infantería china. El 30 de noviembre las fuerzas estadounidenses evacuaron Hudong-ni para retroceder hacia Hagaru-ri, dejando a los sobrevivientes del RCT-31 abandonados.
El 30 de noviembre el mayor general David G. Barr, al mando de la 7.ª División de Infantería, voló en helicóptero a la ensenada de Sinhung-ni y se reunió con Faith, que en aquel momento había asumido el mando del RCT-31. Faith expresó las dificultades de una huida, especialmente con los 500 heridos del RCT-31 (un 20% del regimiento original) que debían ser trasladados. El mismo día la división 94.ª del EPV llegó para reforzar a la 80.ª. A media noche cuatro regimientos chinos reanudaron su ataque y Zhan Danan, al mando de la división 80.ª, ordenó la completa destrucción del RCT-31 antes del amanecer. De nuevo los cañones antiaéreos de los estadounidenses mantuvieron a los chinos en la bahía, pero los suministros para el bombardeo llegaban desesperadamente lentos. De día el 1 de diciembre Faith finalmente ordenó al RCT-31 que huyera de Sinhung-ni y se retirara a Hagaru-ri.

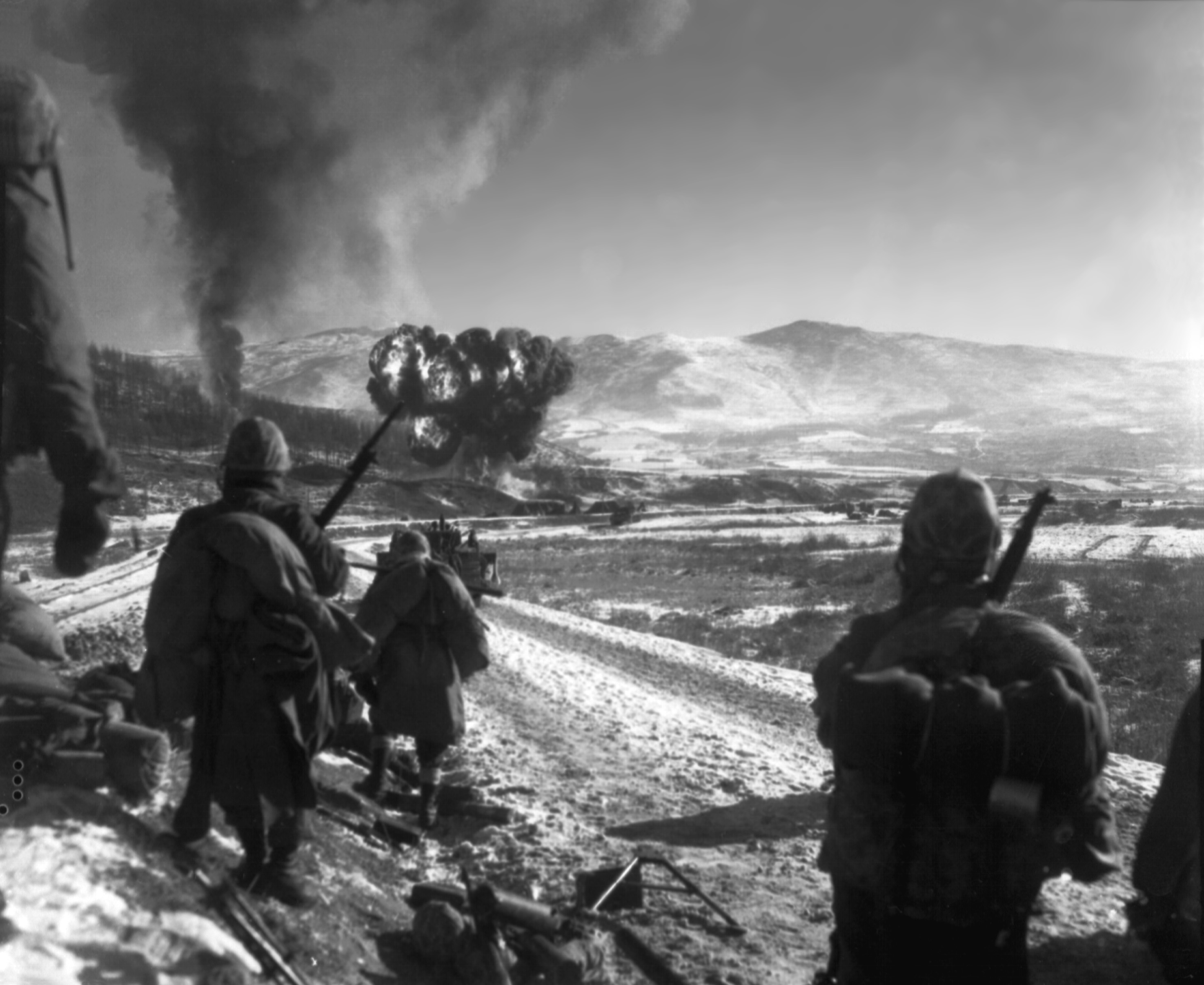
Marines mirando como los aviones arrojan napalm sobres las posiciones chinas.

La retirada empezó tan pronto como el tiempo permitió a la 1.ª Sección Aérea de los marines proporcionar cobertura aérea el 1 de diciembre. Cuando los soldados estadounidenses formaron un convoy e intentaron abandonar el perímetro fueron atacados inmediatamente por el Regimiento 241.º del EPV, mientras tres regimientos más se acercaban. La cobertura aérea arrojó napalm justo delante del RCT-31, causando bajas tanto entre las tropas chinas como en las de EE. UU. La tormenta de fuego resultante del napalm despejó el bloqueo de las tropas chinas, permitiendo la huida de los restos del RCT-31.
A medida que la vanguardia del RCT-31 avanzaba, el ataque chino con armas ligeras hizo que muchos miembros de la retaguardia estadounidense se refugiaran en las cunetas en lugar de proteger los camiones. Sin defensa de la retaguardia el fuego chino mataba o hería a quienes estaban en los camiones y a los conductores, que consideraban la tarea como una especie de suicidio.
Lentamente el convoy se acercó a una barricada bajo la colina 1221 al final de la tarde. Cuando Faith lideró un asalto sobre la barricada fue herido por una granada china que le causó posteriormente la muerte. Tras tomar parte de la colina los soldados estadounidenses sin mando huyeron hacia el embalse congelado en lugar de regresar a la columna.
Finalmente el convoy consiguió pasar el primer bloqueo chino de la carretera, pero cuando llegó a un segundo bloqueo en Hudong-ni, el RCT-31 se desintegró bajo el ataque chino. Solo 1050 soldados de los 2500 del grupo original consiguieron llegar a Hagaru-ri, y solo 385 supervivientes llegaron en buenas condiciones físicas. Los miembros que quedaron del RCT-31 se integraron en un batallón provisional durante el resto de la batalla.

### Acciones en Hagaru-ri

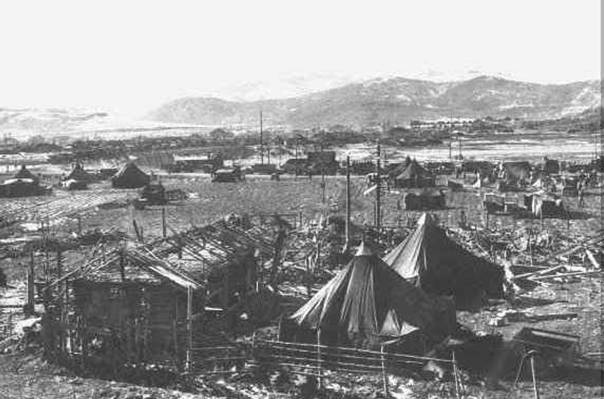
Campamento de apoyo aéreo en Hagaru-ri.

Para apoyar el ataque de los marines a Mupyong-ni, se convirtió Hagaru-ri en un importante depósito de suministro con un aeródromo en construcción. Smith y el cuartel general de la 1.ª división de marines ubicada en Hagaru-ri. Con el grueso de la 1.ª división de los marines agrupada en Yudam-ni, Hagaru-ri estaba ligeramente defendida por dos batallones del 1.º y 7.º de marines, el resto de la guarnición estaba compuesta por ingenieros y unidades de apoyo a la retaguardia tanto del ejército como del cuerpo de marines.
Según el plan original chino se envió a la división 58.ª para que atacara Hagaru-ri en la noche del 27 noviembre, pero la división se perdió en el campo debido al uso de mapas japoneses desactualizados. Hasta el amanecer del 28 de noviembre no llegó la división 58.ª a Hagaru-ri. Mientras, a causa de las luchas y las emboscadas que habían producido la noche anterior, la guarnición de Hagaru-ri se dio cuenta de que las tropas chinas estaban en sus alrededores. El teniente coronel Thomas L. Ridge, al mando del 3.º del 1.º de marines, predijo que el ataque chino llegaría en la noche del 28 de noviembre. Debido a la escasez de efectivos se pusieron en la línea del frente, incluidas las unidades de apoyo a la retaguardia que tenían poco entrenamiento de combate, y se puso en alerta total a todo el perímetro a las 21:30.
Poco después el regimiento 173.º del EPV atacó el perímetro por el oeste y el sur, mientras que el regimiento 172.º atacó las colinas del norte del perímetro. A pesar de los preparativos, la débil guarnición se vio sobrepasada, y las fuerzas chinas abrieron varios huecos en las defensas y llegaron a las zonas de retaguardia. En el caos que se originó los soldados chinos empezaron a saquear comida y ropa en lugar de aprovechar la situación. Los defensores estadounidenses consiguieron repeler el ataque chino con contraataques, y una avería en las comunicaciones chinas permitió que se cerraran los espacios abiertos. Cuando terminó la lucha los chinos solo habían conseguido la colina oriental en el perímetro norte. Se planeó otro ataque para la noche del 29 de noviembre, pero las incursiones aéreas de los escuadrones VMF-542 destruyeron las formaciones chinas antes de que se pudiera llevar a cabo.

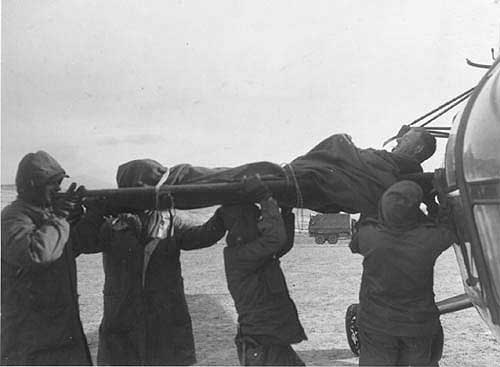
Marines heridos evacuados en helicóptero del VMO-6.

Por la crítica falta de personal en Hagaru-ri, Smith ordenó que se enviara una fuerza especial al norte desde Koto-ri para abrir la carretera sur de Hagaru-ri. La fuerza especial se formó con 921 soldados del comando 41 de marines reales, la compañía G del 1.º de marines y la compañía B del 31.º de infantería. El cuerpo especial se denominó Task Force Drysdale (fuerza especial Drysdale) por el nombre de su jefe el teniente coronel Douglas B. Drysdale, que también estaba al mando del comando 41. En la tarde del 29 de noviembre la fuerza especial Drysdale partió hacia el norte desde Koto-ri bajo el continuo ataque de la división 60.ª del EPV. La horrorosa experiencia de la fuerza especial allí hizo que la carretera se ganara el sobrenombre del «valle del fuego infernal». Como los ataques chinos arreciaban la fuerza estadounidense se desorganizó, y un camión destruido del convoy dividió el grupo en dos partes. Aunque el segmento en cabeza consiguió llegar a Hagaru-ri en la noche del 29 de noviembre, el grupo posterior fue aniquilado. A pesar de haber sufrido 159 heridos y 162 muertos y desaparecidos, la fuerza especial consiguió sumar 300 hombres a la necesitada defensa de Hagaru-ri.
Como llegaron más refuerzos de Hudong-ni el 30 de noviembre, la comandancia de la guarnición intentó recuperar la colina oriental. Todos los esfuerzos fracasaron a pesar de la aniquilación de una compañía china completa. Cuando llegó la oscuridad la división 58.ª reunió los 1500 hombres que le quedaban en un último intento desesperado de tomar Hagaru-ri. Los defensores reforzados aniquilaron a la mayoría de las tropas atacantes, cediendo solo en las defensas de los alrededores de la colina oriental. Cuando los chinos intentaron avanzar desde la colina oriental fueron masacrados por la compañía 31.ª de tanques.
Para el 1 de diciembre la división 58.ª del EPV estaba virtualmente destruida, con los supervivientes esperando refuerzos del cuerpo 26 del 9.ª ejército. Pero para desesperación de Song Shi-Lun, el cuerpo 26 no llegó antes de la salida de los marines de Yudam-ni. El aeródromo se abrió al tráfico el 1 de diciembre, permitiendo a las tropas de las NU reforzarse y evacuar a los muertos y heridos. Con la retirada de los marines de Yudam-ni completada el 4 de diciembre, las fuerzas de la UN atrapadas pudieron por fin iniciar su retirada hacia el puerto de Hungnam.

### Retirada

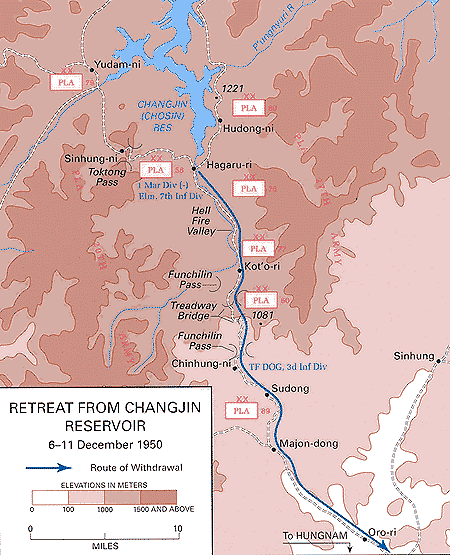
Mapa de la retirada del embalse de Changjin (Chosin).

Tras un breve periodo de descanso comenzó la retirada el 6 de diciembre con el 7.º de marines en vanguardia de la columna de retirada mientras que el 5.º de marines cubría la retirada. Al mismo tiempo el cuerpo 26 del ejército popular de voluntarios que tanto se había retrasado llegó a Hagaru-ri cons sus divisiones 76.ª y 77.ª para relevar a las divisiones 58.ª y 60.ª. Como el 7.º de marines atrajo a la división 76.ª hacia el sur de Hagaru-ri, el 5.º de marines tomó el perímetro de perimeter y reconquistó la colina oriental. En un último esfuerzo por parar la retirada volvieron los acostumbrados ataques chinos nocturnos, con las divisiones 76.ª y 77.ª atacando el perímetro de Hagaru-ri por todas direcciones. Los marines repelieron los ataques chinos causando graves bajas.
Mientras, el 7.º de marines abría la carretera entre Hagaru-ri y Koto-ri tomando el terreno elevado que circundaba la carretera. Pero en cuanto los marines se retiraban la división 77 volvía a los montes y atacaba la columna. Se desencadenó una lucha caótica en la columna que frenó la retirada. Pero los combatientes de los marines consiguieron dominar de noche a las tropas chinas, y las luchas exterminaron a la mayoría de las tropas bloqueantes. El 7 de diciembre el resto de la columna consiguió llegar a Koto-ri con poca dificultad, llegando los últimos elementos esa noche.
Tras el fracaso del cuerpo 26.º en Hagaru-ri el alto mando del EPV ordenó a los cuerpos 26.º y 27.º perseguir a las fuerzas de las NU en fuga mientras el cuerpo 20.º bloqueaba la ruta de escape. Pero la mayor parte del cuerpo 20.º había sido aniquilado en Yudam-ni y Hagaru-ri, las únicas tropas entre Koto-ri y Hungnam eran los remanentes de las divisiones 58.ª y 60.ª. A la desesperada, Song Shi-Lun ordenó a estas tropas parapetarse en el paso de Funchilin y volar el puente, con la esperanza de que el terreno escarpado y los obstáculos permitieran al 26.º y 27.º alcanzar a las fuerzas estadounidenses en retirada. El regimiento 189.º que ocupó la colina 1081 voló sucesivamente el puente original de hormigón y dos repuestos improvisados, creyendo que el puente quedaría irreparable. En respuesta el 1.º batallón del 1.º de marines atacó la colina 1081 desde el sur, y se tomó la colina el 9 de diciembre tras una lucha hasta el último hombre de los defensores. Al mismo tiempo desde el norte el 7.º de marines y el RCT-31 atacaron el puente, pero encontraron a sus defensores ya congelados en las trincheras.

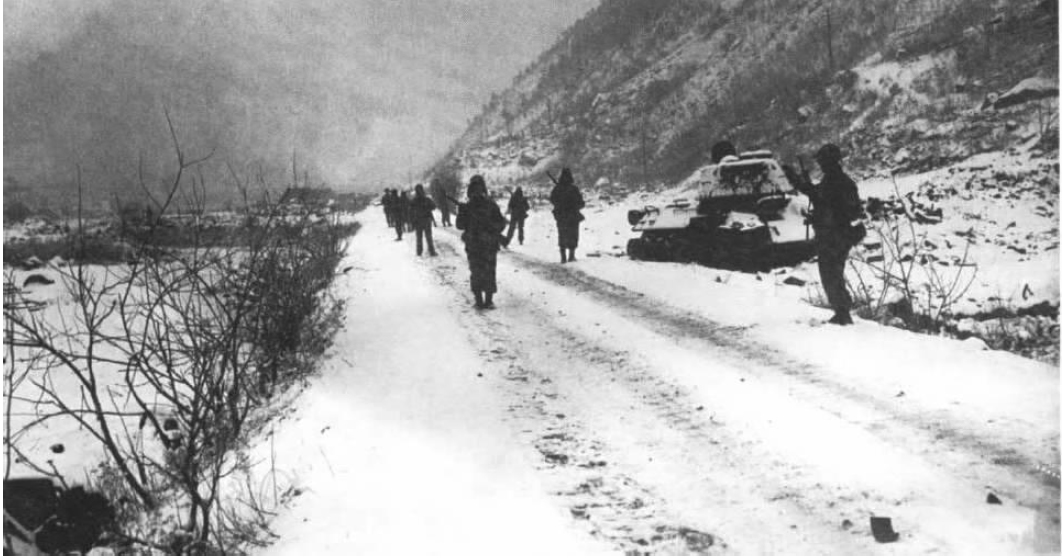
Patrulla estadounidense en dirección al paso de Funchilin el 9 de diciembre.

Con el camino hacia Hungnam bloqueado en el paso de Funchilin Pass, se enviaron ocho aviones C-119 Flying Boxcar al lugar donde el 314.ª sección de tropas aerotrasportadas solía arrojar en paracaídas secciones de puente portátil. Las ocho secciones de las que constaba el puente, que medían 5,5 m y pesaban 1300 kg cada una, se fueron lanzaron sucesivamente usando paracaídas que medían 15 metros. Los ingenieros de los marines ensamblaron 4 de estas secciones junto a extensiones adicionales de madera para sustituir al antiguo puente el 9 de diciembre, permitiendo a las fuerzas de la NU proseguir su camino. Burladas, las divisiones 58.ª y 60.ª todavía trataron de ralentizar el avance con emboscadas y asaltos, pero tras semanas de lucha ininterrumpida en las dos divisiones chinas juntas no quedaban más que 200 soldados. Las últimas tropas de las NU dejaron el paso Funchilin el 11 de diciembre.
Uno de los últimos enfrentamientos durante la retirada fue una emboscada en Sudong realizada por los perseguidores de la 89.ª división del EPV, que repelió el cuerpo especial Perro de la 3.ª división de infantería con poca dificultad. Las tropas de las NU que habían estado atrapadas finalmente llegaron al perímetro de Hungnam a las 21:00 del 11 de diciembre.

### Evacuación de Hungnam

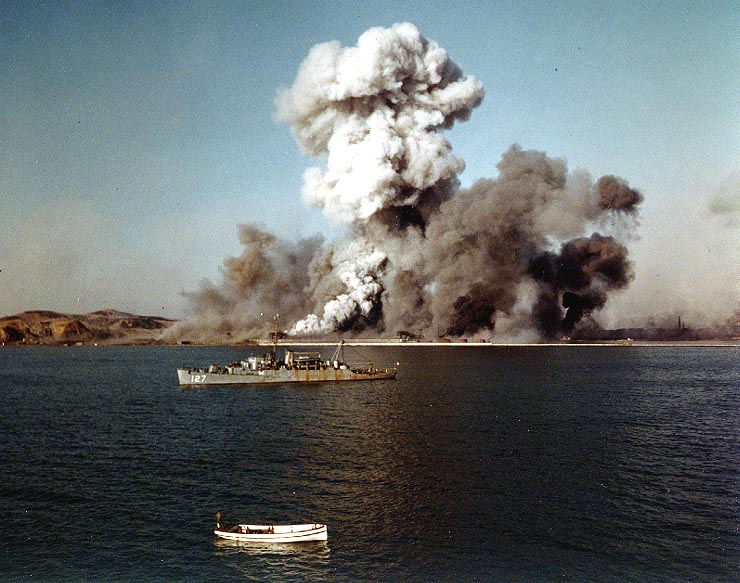
Destrucción de las instalaciones portuarias de Hungnam vista desde el buque USS Begor.

Cuando las fuerzas de las NU llegaron a Hungnam MacArthur ya había ordenado la evacuación de cuerpo X de EE. UU. el 8 de diciembre para reforzar el 8.º ejército de EE. UU., que por entonces se encontraba agotado y replegándose rápidamente hacia el paralelo 38. Siguiendo sus órdenes el cuerpo I de la república de Corea, el 1.º regimiento de marines de la RDC, la 3.ª y la 7.ª divisiones de infantería de EE. UU. también instalaron posiciones defensivas alrededor del puerto. Hubo algunas escaramuzas entre los regimientos defensores de EE. UU. 7.º, 17.º y 65.º y el cuerpo 27.º del EPV que venía en persecución, pero el maltrecho 9.º ejército no podía aproximarse al perímetro de Hungnam y hacer frente al poderoso fuego naval el cuerpo especial 90 de la armada de EE. UU. En lo que los historiadores de EE. UU. denominan «el mayor movimiento de evacuación por mar de la historia militar de EE. UU.», se reunió en el puerto un contingente de 193 barcos que no solo evacuaron a las tropas de las Naciones Unidas, sino además todo su equipo pesado y aproximadamente a un tercio de los refugiados coreano. La última unidad de las NU partió a las 14:36 del 24 de diciembre, y el puerto fue destruido para evitar que fuera usado por las fuerzas chinas y norcoreanas. El cuerpo 27.º del ejército popular de voluntarios entró en Hungnam en la mañana del 25 de diciembre.

## Consecuencias
Mientras que el cuerpo X de EE. UU. estaba siendo evacuado desde el frente oriental, el 8.º ejército de EE. UU. ya se había retirado al paralelo 38 en el frente occidental como resultado de la batalla del río Ch'ongch'on. Con la totalidad del frente de avance de las NU colapsado, la marcha hacia el río Yalu concluyó con las fuerzas comunistas de China reconquistando la mayor parte de Corea del Norte. La guerra de Corea duraría otros dos años y medio antes de que se firmara el armisticio el 27 de julio de 1953. Además de la pérdida de Corea del Norte, El cuerpo X de EE. UU. y el cuerpo I de RDC informaron posteriormente de un total de 10 495 bajas en combate, de las cuales 4385 fueron marines de EE. UU., 3163 eran del ejército de EE. UU., 78 fueron de los marines británicos y 2812 fueron de surcoreanos agregados a las formaciones estadounidenses. Además de las bajas en combate, la 1.ª división de marines también reportó 7338 bajas fuera de combate debidas al gélido clima.
A pesar de las bajas el cuerpo X de EE. UU. conservó la mayor parte de sus efectivos. Unos 105 000 soldados, 98 000 civiles, 17 500 vehículos y 350 000 toneladas de suministros fueron embarcados de Hungnam a Pusan, y se reincorporaron a la fuerza de combate en Corea. Se acreditó a Smith haber salvado al cuerpo X de la destrucción.
China se alzó al estatus de potencia militar tras la victoria en Chosin, pero fue una victoria con un alto coste. Mao informó que las bajas habían alcanzado las 40 000. Con la huida del cuerpo X de EE. UU. y el cuerpo I de RDC no se realizaron completamente los planes de Mao para Chosin, y este fracaso hizo que Song Shi-Lun presentara su dimisión. Además con el alto número de bajas que se produjeron a causa tanto del combate como del pobre apoyo logístico y el clima se destruyó la mayor parte de ocho divisiones de élite de los cuerpos 20 y 27. De esas ocho divisiones, dos tuvieron que disolverse, y hasta marzo de 1951 el 9.º ejército no recobró sus efectivos normales y pudo volver al combate efectivo. La ausencia de cerca del 40 por ciento de las tropas chinas en Corea a principios de 1951 por las grandes bajas de Chosin en definitiva permitieron a las fuerzas de Naciones Unidas alargar su permanencia en Corea.
Se recompensó a la 1.ª división de marines, al comando 41 de marines reales y al RCT-31 del ejército con la Presidential Unit Citation (citación presidencial a la unidad) por su tenacidad durante la batalla. Catorce marines, dos soldados y un piloto de la armada fueron condecorados con la Medalla de Honor, y todos los participantes en las tropas de las NU que sirvieron en Chosin posteriormente fueron honrados con el apodo de "The Chosin Few" (los pocos de Chosin).
La mayor parte de los restos de los americanos y surcoreanos caídos en esta batalla, que permanecían enterrados a los lados de la carretera, se intercambiaron por restos de los adversarios entre julio y noviembre de 1954, en la denominada Operación Gloria. Se volvieron a retornar restos de caídos encontrados en posteriores excavaciones realizadas entre 1990 y 1994, y entre 2001 y 2005. El 15 de septiembre de 2010 fue inaugurado el monumento memorial para los veteranos de Corea de la batalla del embalse de Chosin por el general comandante del cuerpo de marines James T. Conway en el Campamento Pendleton.